# チャハル右翼前旗
チャハル右翼前旗（チャハルうよくぜんき、モンゴル語：ᠴᠠᠬᠠᠷ
ᠪᠠᠷᠠᠭᠤᠨ
ᠭᠠᠷᠤᠨ
ᠡᠮᠦᠨᠡᠳᠦ
ᠬᠣᠰᠢᠭᠤ　転写：Čaqar baraɣun varun emünedü qosiɣu）は、中華人民共和国内モンゴル自治区ウランチャブ市に位置する旗。地方政府はトグン・オール・バルガス（土貴烏拉鎮）にある。略称は察右前旗。
鉱産資源で知られており、区域内にはチタン、銀、亜鉛、鉛、マンガン、珪線石、柘榴石、褐炭、雲母、大理石、石灰石といった鉱物が見つかっている。近年は褐炭、泥灰土、石英の採掘が始まっている。

## 行政区画
5バルガス（鎮）、4郷を管轄
- バルガス（鎮）
  - トグン・オール・バルガス（土貴烏拉鎮）
  - 平地泉鎮
  - 玫瑰営鎮
  - バインタラ・バルガス（巴音塔拉鎮）
  - 黄旗海鎮
- 郷
  - オルハ・オール（烏拉哈烏拉）郷
  - 黄茂営郷
  - 三岔口郷
  - 老圏溝郷